# Jesus frestas

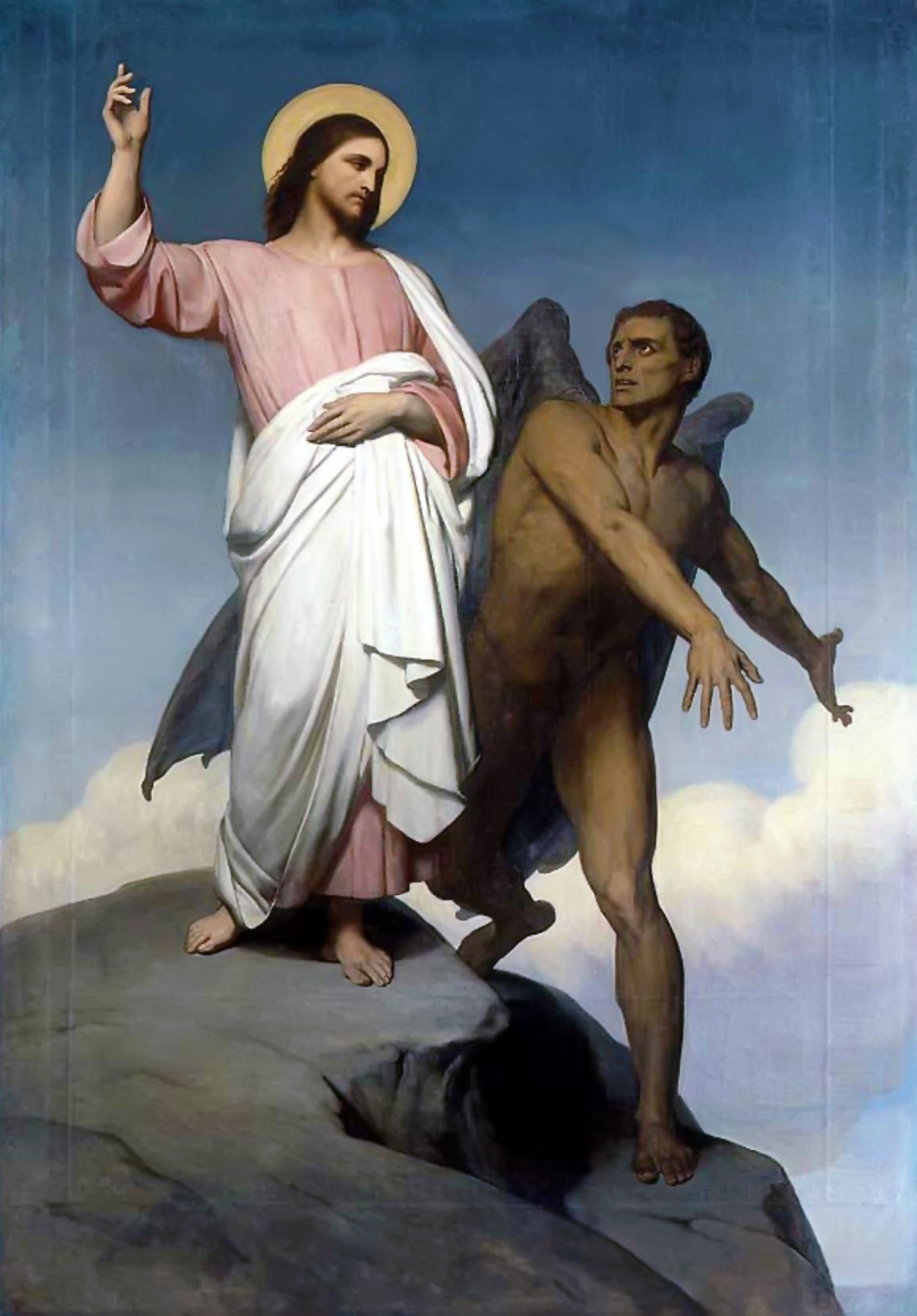
Jesu frestelse.
Målning av Ary Scheffer (1854).

Jesus frestas är en passage i Nya Testamentet. Den förekommer i alla de synoptiska evangelierna: Matteusevangeliet 4:1-11, Mark. 1:12-13 och Luk. 4:1-13. Flera bibelöversättningar använder termen Satan för att beskriva Jesu motståndare i denna berättelse. Bibeln säger faktiskt diabolos (grekiska för baktalare), på svenska djävulen i Matteus- och Lukasevangeliet, men använder dock Satan i Markusevangeliet.
Enligt dessa texter fördes Jesus av Anden efter sitt dop ut i öknen för att sättas på prov av djävulen. Djävulen frestade honom att visa sina övernaturliga krafter som bevis för sin gudomlighet. Varje frestelse avfärdades av Jesus med ett citat från Femte Mosebok. Evangelierna berättar att djävulen avvek efter att ha misslyckats och att änglar då kom fram och betjänade Jesus.
Markus redogörelse för händelsen är mycket kort. Han berättar om ovan nämnda händelser men ger inga detaljer om dem, inte ens hur många frestelser det var. Matteus och Lukas å andra sidan beskriver frestelserna med detaljer om samtal mellan Jesus och djävulen. Eftersom delar av berättelsen i Matteus- och Lukasevangeliet men inte Markusevangeliet mestadels är citat i par, snarare än detaljerade berättelser, anser många forskare att dessa extra detaljer har sitt ursprung i Q-källan.

## Redogörelser

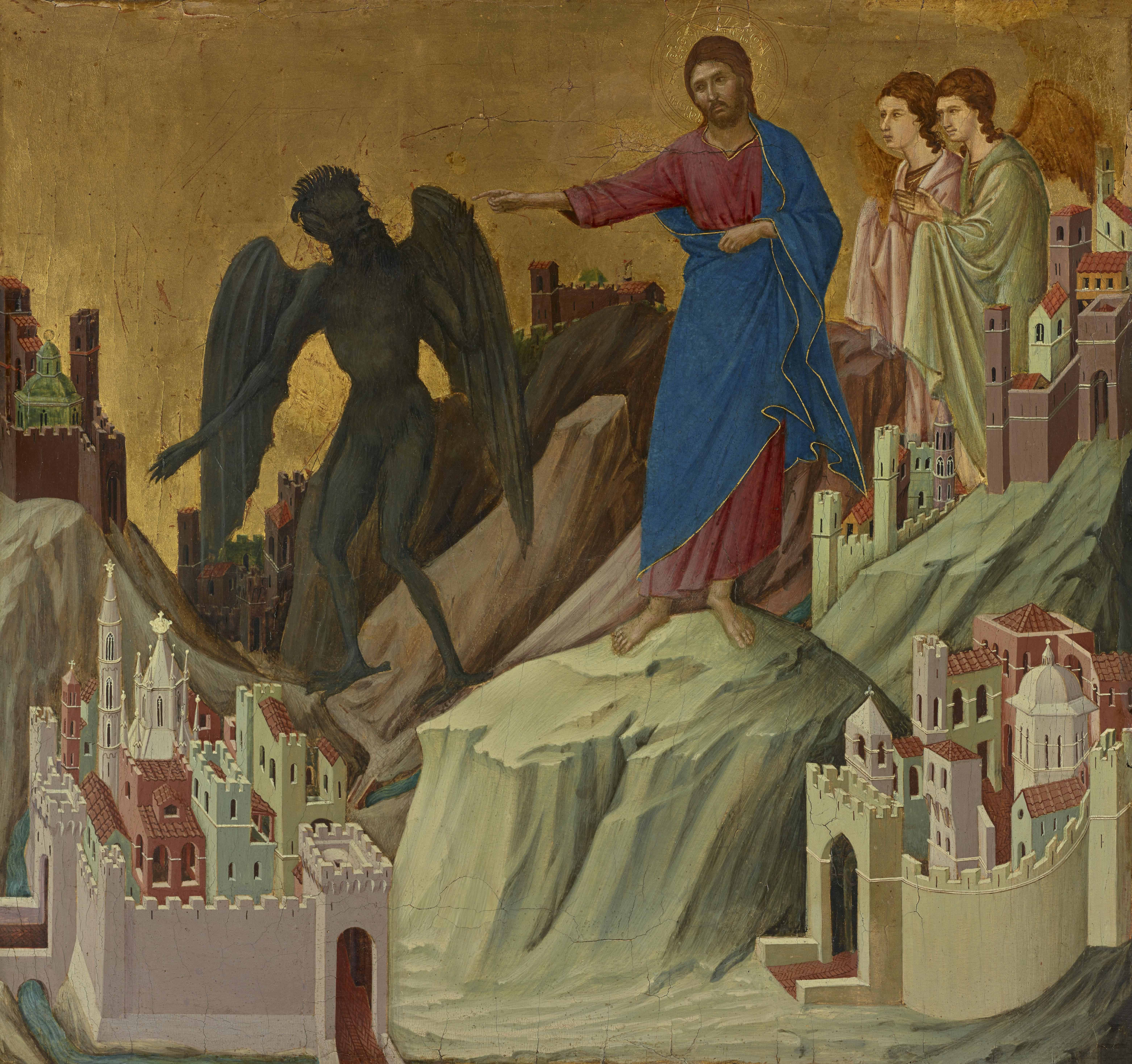
Frestelsen på berget.
Målning av Duccio di Buoninsegna.

I Lukas- och Matteusevangeliet frestar djävulen Jesus att:
- göra stenar till bröd för att stilla sin hunger
- kasta sig ner från tempelmuren och lita på att änglarna skall ta emot honom och stoppa hans fall
- falla ner och tillbe djävulen i utbyte mot alla riken i världen och deras härlighet. Enligt Lukas säger djävulen: "Jag skall ge dig all denna makt och härlighet, ty den har lagts i mina händer och jag kan ge den åt vem jag vill".

Matteus klargör att Anden (troligen den Helige Ande, omnämnd två verser innan) har fört ut Jesus i öknen. Många forskare menar att Matteus här understryker att Jesus prövades enligt Guds befallning och att djävulens roll motsvarar den han verkar ha i vissa delar av Gamla Testamentet. Där porträtteras han som en ängel som i enlighet med Guds befallning fungerar som "åklagare" och prövar människorna på uppdrag från Gud. Traditionellt inom kristendom anses annars att djävulen skulle vara oppurtunisten. Således finns det två tolkningar av Satan; den kristna som ser Satan som en fallen ängel i uppror mot Gud, och den judiska som inte betraktar Satan som en ond fallen ängel, utan som en av Guds tjänare, utsänd för att utföra Guds vilja.

## Tidigare och paralleller i judendomen
En konflikt mellan en annan "Jesus" och "djävulen" finns redan i den grekiska versionen av Sakarja 3. Rabbinerna lärde att Messias skulle stå på toppen av templet.

## Fasta
Att fasta förebådade traditionellt en svår andlig kamp. Elia och Mose beskrivs i Gamla testamentet fasta i 40 dagar och nätter, och att Jesus gör detsamma tycks syfta på ett medvetet förhållande till dessa händelser. På Jesu tid var fyrtio mer ett allmänt uttryck för någon större siffra än själva talet fyrtio. Fasta innebär inte nödvändigtvis fullständig avhållsamhet från mat, därmed kan Jesus ha överlevt på de glesa livsmedel som kan erhållas i öknen. Markus nämner inte något om fastan, och även om Lukas implicerar det, använder han inte ordet. Matteus är mycket mer intresserad av att presentera en Jesus som har fastat före händelserna än vad de andra evangelisterna är.
Jesu fasta inspirerade till påskfastan som praktiseras i den romersk-katolska och de östligt ortodoxa kyrkorna. Protestanter ser i allmänhet inte denna text som en motivering för att utöva fasta, och medan Martin Luther ansåg att fasteritualen var användbar för att fokusera sinnet hos de troende ansåg han fortfarande att det var förkonstlat.

## Syfte
Exakt vad djävulen försökte uppnå genom dessa frestelser har varit ämne för debatt. Den traditionella uppfattningen är att djävulen vid varje tillfälle försöker få Jesus att begå en särskilt synd - girighet genom att erbjuda makt över alla riken i världen, frosseri genom att föreslå ett sätt att befria Jesu hunger och hybris genom att antyda att Jesus skulle hoppa och förlita sig på änglarna att stoppa hans fall. De flesta moderna forskare accepterar dock inte denna uppfattning.